# الدوري التونسي لكرة اليد 1960–61
الدوري التونسي لكرة اليد 1960-1961 هو الدورة 6 من الدوري التونسي لكرة اليد للرجال. شارك فيها 8 فرق.

فاز بهذا الموسم الاتحاد الرياضي التونسي، وجاء ثانيا الجهد الرياضي.

## روابط خارجية
- الموقع الرسمي للجامعة التونسية لكرة اليد.